# Lordz.io
Lordz.io는 io게임이 발표한 온라인 전투 비디오 게임이다.